# Franz Gerhard Eschweiler
Franz Gerhard (Franciscus Gerardus) Eschweiler (1796 – 1831) fue un destacado micólogo, botánico y pteridólogo alemán.

## Algunas publicaciones
- karl f.p. von Martius, franz g. Eschweiler, christian g. nees von Esenbeck. 2011. Flora Brasiliensis: Gramineae. Edición reimpresa de Nabu Press, 666 pp. ISBN 1247200515

- franz g. Eschweiler. 2012. de Fructificatione Generis Rhizomorphae Commentatio. Edición reimpresa de Nabu Press, 44 pp. ISBN 1248367081 en línea

- ----------------------------. 2010. Systema Lichenum: Genera Exhibens Rite Distincta, Pluribus Novis Adaucta. Edición reimpresa de BiblioBazaar, 36 pp. ISBN 1149682809

- ----------------------------. 1824. Systema lichenum: genera exhibens rite distincta, pluribus novis adaucta. Editor J.L. Schrag, 26 pp. en línea

## Honores

### Eponimia
Géneros
- (Araliaceae) Eschweileria Zipp. ex Boerl.[1]

- (Lecythidaceae) Eschweilera Mart. ex DC.[2]

- La abreviatura «Eschw.» se emplea para indicar a Franz Gerhard Eschweiler como autoridad en la descripción y clasificación científica de los vegetales.[3]